# Missy Rayder
Melissa "Missy" Rayder, (född 21 juni 1978), är en amerikansk modell. Hon är yngre syster till modellen Frankie Rayder. 
Rayder föddes i Wisconsin  och upptäcktes i New York i mitten av 1990-talet. Hon gjorde sin debut 1997 i Paris och Milano där hon gick visningar för märken som Chloé, Costume National och Trussardi . Hon har gjort kampanjer för bland andra Ann Taylor, Balenciaga, Bulgari fragrance, Burberry, Escada, Jean Paul Gaultier, Missoni, Prada, Louis Vuitton och Vera Wang.  Hon har även figurerat i tidningar som Vogue, franska och italienska upplagorna av Elle, W, Harper’s Bazaar, Numero, Self Service, Pop, i-D, Another, V, och Purple.  Mellan åren 2002 och 2007 prydde Rayder omslaget till italienska Vogue sex gånger.  Rayder har för närvarande kontrakt med agenturen IMG. 
Hon har flera gånger arbetat tillsammans med sin äldre syster Frankie, även hon en framgångsrik modell, bland annat i annonser för Gap  och på framsidan av Harper's Bazaars majnummer år 2000. Missy och Frankie kallas ibland ”The Rayder Sisters”. 
Rayder är våren 2011 Sverigeaktuell som modell för Affordable Luxury, Lindex designsamarbete med den svenska designern Ewa Larsson. 